# Tóth Imre (festő)
Tóth Imre (Diósgyőr, 1929. december 3. – Miskolc, 2004. június 14.) Munkácsy-díjas magyar grafikus- és festőművész. Miskolcon élt és alkotott.

## Élete, munkássága

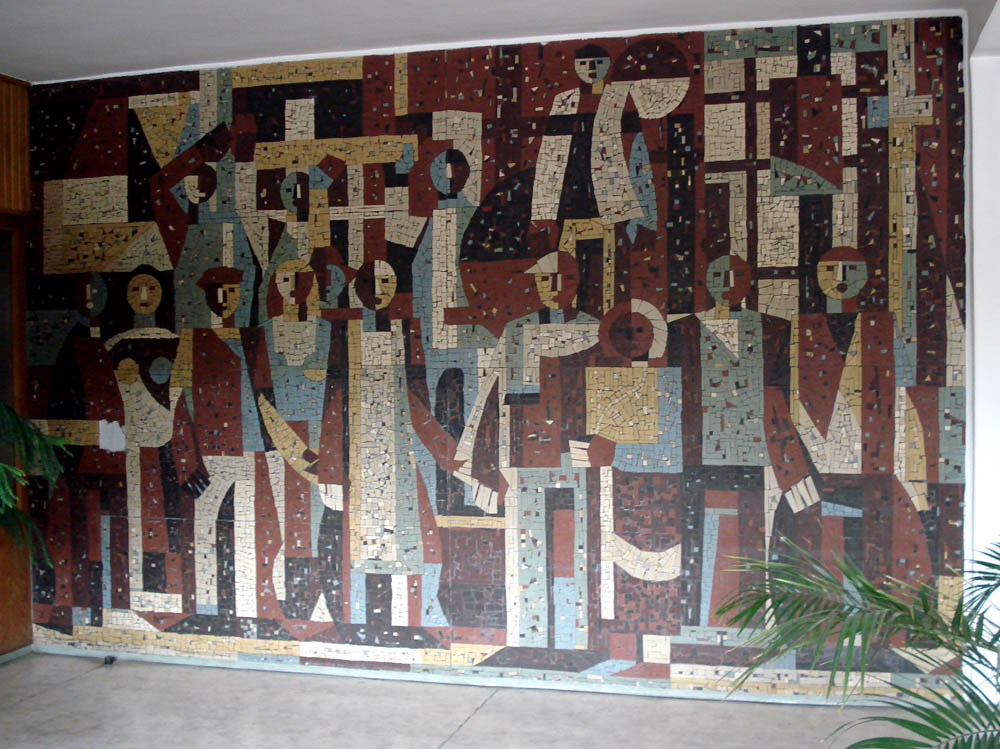
Tóth Imre Közösen című mozaikja a volt Diósgyőri Gépgyár irodaépületében.

Tóth Imre abban a Diósgyőr és Miskolc között elhelyezkedő, a Magyar királyi Vas- és Acélgyárhoz tartozó kolónia („gyarmat”) területén született, amit a gyár munkásai és tisztviselői részére építettek, szolgáltató intézményekkel együtt. Ez lett később a Diósgyőr-Vasgyár városrész. Családja szinte dinasztiát alkotva tevékenykedett a gyárban. Anyai nagyapja, Mühl György, és hét gyermeke is a gyár alkalmazottja volt. Tóth Antal, a művész édesapja ácsmester, főművezető volt a gyárban, aki Biharból érkezett. Mühl György lányát, Júliát vette feleségül, akinek – fiatalon megözvegyülve – már volt egy lánya. A gyártól kapott kicsiny lakásban kezdték közös életüket a III. utcában (a telep azon részén számozott utcanevek vannak), és még két fiuk született, László és Imre. A második világháború idején, a front közeledtével a vasgyári iskoláját falura, Sajókazára költöztették. Lakóházuk az egyik bombatámadás során (1944. szeptember 13.) telitalálatot kapott, szerencse, hogy senki nem volt otthon. A család rövidesen a szomszédos IV. utcában kapott lakást. 1945 után Imre már a diósgyőri polgári iskolába járt, aminek későbbi pályája miatt van jelentősége: az iskolában két jelentős egyéniség, Csík Géza és Burány Nándor volt a rajztanára. Jól rajzolt, de ekkor még a gépészet érdekelte, csak azért nem ebben az irányban tanult tovább, mert helyhiány miatt nem vették fel. A miskolci Evangélikus Tanítóképző líceumában érettségizett 1948-ban. Közben érdeklődése eléggé szerteágazó volt, fontosnak tartotta az iskolában folyó zenei képzést és versenyszerűen tőrvívott (később, Budapesten Gerevichék irányításával is).
Felvételizett a Budapesti Képzőművészeti Akadémiára, noha nem túl nagy meggyőződéssel. Tulajdonképpen jóbarátját, Mikó Istvánt kísérte el, ám végül őt vették fel (Mikót csak egy évvel később). A főiskola ideje alatt Dési Huber kollégista volt. Az iskolán Burghardt Rezső osztályába került, de hamar Bencze László vette át a csoportot. A második év végén a festő szakot választotta, az absztrakt festő Bán Béla osztályában folytatta tanulmányait, ugyanakkor párhuzamosan eljárt mintázást tanulni Pátzay Pálhoz, akvarellt tanulni Elekffy Jenőhöz, Sinkovics Jenőhöz pedig a sokszorosító grafikát megismerni, anatómiát Barcsay Jenőtől tanult. Közben persze a pénzszerzésre is kellett időt szakítania (például éjszakánkét a filmgyárban), és a kollégium önkormányzatában is tevékenykedett. Iskolatárasai között volt Vati József, Szurcsik János, Kokas Ignác és mások. A vívással – rektori utasításra – fel kellett hagynia, végül 1953-ban szerzett festőművész oklevelet, diplomamunkája Semmelweis Ignácról készült többfigurás kompozíció volt.
A Főiskola után még a főváros és a Művelődési Minisztérium ösztöndíjasaként többedmagával kibérelt egy műtermet. Itt készítette Utcabál című képét, amit az 1949-es VIT ihletett (jelenlegi holléte nem ismert). Az alkotás nem nyerte el az ítészek tetszését, ezért csak 1957-ben mutathatta be, és a siker nyomán azonnal megkapta a Munkácsy Mihály-díjat. Szorgosan tevékenykedett a Művészeti Alap, a Művészeti Szövetség és a Fiatal Képzőművészek Közössége elődjének létrejöttében, de a politikai indíttatású megkeresésektől igyekezett távol tartani magát. Az alkotásnak nem voltak meg a fizikai feltételei Budapesten, nem volt lakása, pedig 1956-ban megnősült. Ezért – a művésztelepi kollégák meghívására – hazaköltözött Miskolcra. „Egy aktatáska ecsettel érkeztem Miskolcra” – emlékezett vissza a kezdésre. A miskolci helyzetről így nyilatkozott: „Miskolc … egy szerencsés összetételű telep. Nem alakult ki hál’ Istennek egy uniformizált festészet. Mindenkinek a személyisége megmaradt.”
Tóth Imre az elkövetkező néhány évet viszonylagos visszavonultságban töltötte. Ez azonban nem a művészi közélettől való távol tartást jelentette, mert egy ideig tanított a Vasutas Képzőművészeti Körben, a Vasas Körbe is eljárt, műtermében is rendszeresen összejártak a művész kollégák, és gyümölcsöző beszélgetéseket folytattak a művészet kérdéseiről. Szabályos iskola alakult ki körülötte, a műterem egy pezsgő művészeti fórum helyszínévé vált. Erre a visszavonultságra a saját művészetének, kifejező stílusának megteremtése miatt volt szüksége. 1960 volt az az év, amikor saját értékrendje szerint is kiállítható műveket alkotott; széles ecsetkezelés, színes ritmusképlet jellemezte képeit, amivel – a síkba rendezés ellenére is – érzékeltetni tudta a perspektívát.  Ekkor kezdett kiállítani a műcsarnokbeli Szövetségi Kiállításokon. Alkotásait elismeréssel fogadták, Egyedül című képét kiküldték az 1961-es párizsi Ifjúsági Festészeti Biennáléra. Büntetés című képét (a művész két gyermeke volt a modell) 1965-ben mutatta be a VIII. Miskolci Országos Képzőművészeti Kiállításon. Festményét a Művészet című folyóiratban Láncz Sándor ismertette, méltatta. Tóth Imre a ’60-as években a grafikával is mind behatóbban foglalkozott. Sokat rajzolt, például Afrika című sorozatát, amiről Artner Tivadar írt meleg szavakat. Néhány lapot ezek közül a Művelődési Minisztérium megvásárolt, és kiküldte az 1964-es luganói Grafikus Biennáléra.
1962-ben kétéves Derkovits-ösztöndíjban részesült, ami kis anyagi biztonságot jelentett számára, hogy elmélyültebben dolgozhasson. Festett és grafikázott. Először a fametszet és a linóleummetszet technikája fogta meg. Ezt követően talált rá fő grafikai eljárására, a rézkarcra (cinklemezt is használt), aminek rövid idő alatt egyik legjelesebb alakja lett. Műtermébe magas- és mélynyomásra alkalmas berendezéseket állított be. Életművének fontos lapjai kerültek ki ekkor a prések alól: Peremkerület, Hegyközség, Major, Ács, Anyó, Értünk. Itt kell megjegyezni, hogy az 1960-as évek voltak a magyar grafika nemzetközi szintű kibontakozásának évei. Miskolcon alkotta korszakos jelentőségű grafikáit Feledy Gyula, Kondor Béla, Lenkey Zoltán, Barczi Pál, és elindult az Országos grafikai biennálék sorozata. Joggal írja Goda Gertrud: „Talán a 20. század legpezsgőbb képzőművészeti élete zajlik ekkor, s a kitűnő művek elismerésére is sor kerül. Tóth Imre 1965-ben a Szépirodalmi Könyvkiadó díját kapja Borsodi táj I–V. sorozatára, majd 1971-ben és 1973-ban is megkapja Miskolc Városának díját.” Festészetében a tájképek és a csendéletek váltogatják egymást. Képeit a helyszínen készített vázlatok alapján műteremben készítette: a látvány így nem kötötte meg képzeletét, szabadon értelmezhette át a természetet. 1976-ban megkapta a hatvani Országos Tájfestészeti Biennále aranydiplomáját. Festészetében és grafikájában is tisztelettel fordult a nehéz kétkezi munka, a vasgyári emberek erőfeszítései felé. Így születtek „iparos” alkotásai: Kovácsok (1966), Kovácsműhely (1986), Öntés (1986), Üst (2001), Emlék (2001). Ilyen érdeklődés és kapcsolat alapján született a Diósgyőri Gépgyár részére Közösen című, tizenhárom négyzetméteres mozaikja 1983-ban, ami grafikai munkásságának murális megvalósulásának tekinthető. Több más ilyen tervet is készített, ezek többsége azonban nem valósulhatott meg.
Átmeneti egészségügyi problémák után grafikákkal és festéssel nyerte vissza alkotóerejét. Tele volt ötlettel, egyetlen kis vázlatból több képet hozott létre (Béketelep, Vargahegy, Nyár, mind 2001-ből). Az 1980-as évek második felétől a művészeti közéletben kialakuló bizonytalanság ellenére Tóth Imre következetesen a maga megszabott úton haladt, ragaszkodott a saját maga alkotta igényességhez. Ez a hozzáállás az egész miskolci művésztelepre jellemző volt, ezért is lehetett, hogy a Borsod-Abaúj-Zemplén megyei művészek 1995-ös kiállításának mekkora sikere volt Németországban, Bad Schwalbachban. Tóth Imre kiutazott erre a kiállításra, ami újabb impulzusokkal szolgált számára. A 2001-es, a miskolci Herman Ottó Múzeumban rendezett kiállítására remek új művek kerültek ki műterméből, amelyek a szigorú értékrend és az állandó megújulási belső kényszer egyensúlyában jöhettek létre.
Tóth Imre 2004-ben hunyt el Miskolcon. Festményeinek legjellemzőbb darabjai, „tóthimrésen” kolorisztikus csendéletei és tájképei figurális alkotásokból fejlődtek tovább. A technikai tudás, a festői-grafikusi stílus és világnézet nála párhuzamosan és egymással összefonódva fejlődött. Grafikáinak stílusa látszólagosan más formavilágot képvisel. A lényeg kiemelése, tiszta szerkezet, egyensúly, ezek leginkább rézkarcaiban tükröződnek. Érdeklődésének középpontjában a kétkezi munkát végző, gyárakban keményen dolgozó ember állt. A művészet kérdéseiben határozott véleménye volt, ezeket kifejtve a pályatársak, a kollégák számára is irányt tudott mutatni. Tevékenységével a magyar grafika ’60-as évekbeli fellendülésének kiemelt személyiségének számít.

## Fontosabb egyéni kiállításai
- 1974 – Katowice (Lengyelország)
- 1974 – Szőnyi István Terem, Miskolc
- 1975 – Kohász Galéria, Diósgyőr
- 1977 – Mednyánszky Terem, Budapest
- 1989 – Tornyai János Múzeum, Hódmezővásárhely
- 1990 – Sárospataki Képtár, Sárospatak
- 1990 – Miskolci Galéria, Miskolc (gyűjteményes kiállítás)
- 1997 – Városi Galéria, Kazincbarcika
- 2001 – Herman Ottó Múzeum, Miskolc

## Válogatott csoportos kiállításai
- 1960-tól Miskolci Téli Tárlatok, Miskolc
- 1961 – Ifjúsági Biennále, Párizs (Franciaország)
- 1961-től Országos grafikai biennálék, Miskolc
- 1964 – Grafikai Biennále, Lugano (Svájc)
- 1966 – V. Nemzetközi Képzőművészeti Kiállítás, Delhi (India)
- 1968 – Mai Magyar Grafika, Magyar Nemzeti Galéria, Budapest
- 1970 – Moszkva (Szovjetunió)
- 1970 – Berlin (NDK)
- 1970 – Freiberg (NDK)
- 1973 – Majdanek (Lengyelország)
- 1974 – Kassa (Csehszlovákia)
- 1976 – Fényes Szelek nemzedéke, Magyar Nemzeti Galéria, Budapest
- 1984, 1989 – Vologda (Szovjetunió)
- 1994 – Derkovits-ösztöndíjasok (1955–1995) kiállítása, Szombathelyi Képtár, Szombathely

## Köztéri művei
- 1957 – Pannó (Kultúrház, Derecske)
- 1958 – Pannó (Kurityán)
- 1958 – Pannó (Városi Tanács, Sátoraljaújhely)
- 1970 – „Ifjúság” (sgraffito, 22. sz. Általános Iskola, Miskolc)
- 1983 – „Közösen” (mozaik, Diósgyőri Gépgyár, Miskolc)

## Díjai, elismerései
- 1953 – 1955 – a főváros és a Művelődési Minisztérium ösztöndíjasa
- 1957 – Munkácsy Mihály-díj
- 1962 – 1963 – Derkovits-ösztöndíj
- 1965, 1971, 1973 – Országos grafikai biennálék díjazottja
- 1974, 1978, 1986 – Miskolci Téli Tárlat nagydíja
- 1990, 1992 – Miskolci Téli Tárlat díjazottja
- 1976 – II. Országos Tájképfestészeti Biennále aranydiplomája, Hatvan
- 1982 – 1983 – SZOT-ösztöndíj
- 1987 – Izsó Miklós díj
- 1995 – Kondor Béla-díj

## Művei közgyűjteményekben
- Fővárosi Képtár, Budapest
- Herman Ottó Múzeum, Miskolc
- Majdaneki Múzeum (Lengyelország)
- Magyar Nemzeti Galéria, Budapest
- Miskolci Galéria, Miskolc
- Tornyai János Múzeum, Hódmezővásárhely
- Vologdai Múzeum (Oroszország)